# Dead Kennedys-diszkográfia
A Dead Kennedys együttes az alábbi hanghordozókat és képanyagokat adta ki hivatalosan:

## Demó
| év   | cím                           |
| ---- | ----------------------------- |
| 1978 | The 1978 Demos - hossz: 46:59 |

## Stúdióalbumok
| év                                     | cím | legmagasabb listahely | legmagasabb listahely | eladás            |
| év                                     | cím | UK [1]                | NZ [2]                | eladás            |
| -------------------------------------- | --- | --------------------- | --------------------- | ----------------- |
| 1980                                   | Fresh Fruit for Rotting Vegetables - megjelenés: 1980. szeptember - formátum: LP, CS, CD                               | 33                    | 33                    | UK: aranylemez[3] |
| 1982                                   | Plastic Surgery Disasters - megjelenés: 1982. november - formátum: LP, CS, CD (együtt az In God We Trust, Inc. EP-vel) | —                     | 40                    | UK: aranylemez[4] |
| 1985                                   | Frankenchrist - megjelenés: 1985. október - formátum: LP, CS, CD                                                       | —                     | —                     | UK: ezüst[5]      |
| 1986                                   | Bedtime for Democracy - megjelenés: 1986. november - formátum: LP, CS, CD                                              | —                     | —                     | UK: ezüst[6]      |
| "—" denotes albums that did not chart. | |                       |                       |                   |

## Középlemezek
| év   | cím | legmagasabb listahely | legmagasabb listahely |
| év   | cím | UK[7]                 | US[8]                 |
| ---- | --- | --------------------- | --------------------- |
| 1981 | In God We Trust, Inc. - megjelenés: 1981 - formátum: bakelit, CS, CD (a Plastic Surgery Disasters albummal) | —                     | —                     |
| —    | |                       |                       |

## Koncertlemezek
| év   | cím                                                                                  | legmagasabb listahely | legmagasabb listahely |
| év   | cím                                                                                  | UK[7]                 | US[9]                 |
| ---- | ------------------------------------------------------------------------------------ | --------------------- | --------------------- |
| 1983 | A Skateboard Party - megjelenés: 1983. augusztus - formátum: bakelit                 | —                     | —                     |
| 2001 | Mutiny on the Bay - megjelenés: 2001. április 24. - formátum: bakelit, CD, digitális | —                     | —                     |
| 2004 | Live at the Deaf Club - megjelenés: 2004. január 27. - formátum: CD, digitális       | —                     | —                     |
| —    |                                                                                      |                       |                       |

## Válogatásalbumok
| év   | cín                                                                           | legmagasabb listahely | legmagasabb listahely | eladás                                |
| év   | cín                                                                           | UK[7]                 | US[8]                 | eladás                                |
| ---- | ----------------------------------------------------------------------------- | --------------------- | --------------------- | ------------------------------------- |
| 1982 | Not So Quiet on the Western Front - megjelenés: 1982 - formátum: dupla LP, CD | —                     | —                     |                                       |
| 1987 | Give Me Convenience or Give Me Death - megjelenés: 1987 - Formats: CD, LP, CS | 84                    | —                     | US: aranylemez[10] UK: aranylemez[11] |
| 2007 | Milking the Sacred Cow - megjelenés: 2007. október 9. - formátum: CD          | —                     | —                     |                                       |
| —    |                                                                               |                       |                       |                                       |

## Kislemezek
| 1979 | "California Über Alles" | —  | Fresh Fruit for Rotting Vegetables |
| 1980 | "Holiday in Cambodia"   | —  | Fresh Fruit for Rotting Vegetables |
| 1980 | "Kill the Poor"         | 49 | Fresh Fruit for Rotting Vegetables |
| 1981 | "Too Drunk to Fuck"     | 36 | –                                  |
| 1981 | "Nazi Punks Fuck Off"   | —  | In God We Trust, Inc.              |
| 1982 | "Bleed for Me"          | —  | Plastic Surgery Disasters          |
| 1982 | "Halloween"             |    | Plastic Surgery Disasters          |
| —    |                         |    | Plastic Surgery Disasters          |

## Videók
| év   | adatok                                                                                    |
| ---- | ----------------------------------------------------------------------------------------- |
| 1991 | Dead Kennedys Live - megjelenés: 1991 - formátum: VHS                                     |
| 2000 | DMPO's On Broadway - megjelenés: 2000. május 30. - formátum: DVD                          |
| 2001 | The Early Years Live - megjelenés: 2001. július 3. - formátum: DVD, VHS                   |
| 2003 | In God We Trust, Inc.: The Lost Tapes - megjelenés: 2003. július 22. - formátum: DVD, VHS |